# Waśnie w świecie baśni
Waśnie w świecie baśni lub Elfy kontra skrzaty (ang. The Magical Legend of the Leprechauns) – niemiecko-amerykańsko-brytyjski film fantastyczny w reżyserii Johna Hendersona.

## Fabuła
Na urlop do Irlandii przyjeżdża biznesmen Jack Woods. Tam spotyka piękną Kathleen, członkinię społeczności skrzatów, dla której zmienia plany na przyszłość. Jack zakochuje się w Kathleen z wzajemnością. Ich miłość rozpala dawny spór między elfami i skrzatami. Wielka Banshee wybiera Jacka, aby pogodził skłócone strony.

## Obsada
- Randy Quaid – Jack Woods
- Orla Brady – Kathleen Fitzpatrick
- Whoopi Goldberg – Wielka Banshee
- Colm Meaney – Seamus Muldoon
- Harriet Walter – Królowa Morag
- Phyllida Law – Lady Margaret
- Kieran Culkin – Barney Devine
- Frank Finlay – Gen. Bulstrode
- Michael Williams – Ojciec Daley
- Daniel Betts – Mickey Muldoon
- Roger Daltrey – Król Boric
- Zoë Wanamaker – Mary Muldoon
- Caroline Carver – Księżniczka Jessica
- Jonathan Firth – Hrabia Grogan
- Stephen Moore – Jentee
- Gary Lydon – James Fitzpatrick
- Arthur Cox – Farmer
- Peter Serafinowicz – George Fitzpatrick
- J.D. Kelleher – Oakshee
- Anthony O’Donnell – Bert Bagnell
- Danny Babington – Elf
- James Hayes – Oberżysta
- Edward A. McDermottroe – Fergus Flynn
- David Shaw Parker – Kapitan dobrotliwy duszek
- Clive Merrison – Szambelan
- Neil Conrich – Kapitan Pooka
- Conor McDermottroe – John Fitzpatrick
- Christopher Benjamin – Troll #1
- Tony Bluto – Troll #2
- Kevin McKidd – Jericho O’Grady
- Tony Curran – Sean Devine
- Nula McMannican – Irlandzka tancerka #1
- Fercal Fay – Irlandzka tancerka #2
- Simon Greiff – Szef Grococh
- Owen Sharpe – Harry Fitzpatrick
- Clive Kneller – Elfi lokaj